# اللكنة الإنجليزية المختلطة
اللكنة الإنجليزية المختلطة هي لكنة تقارب إنجليزية بريطانية كان يتكلم بها أفراد الطبعة الغنية الأمريكية في أوائل القرن العشرين.